# Émile Auguste Joseph De Wildeman

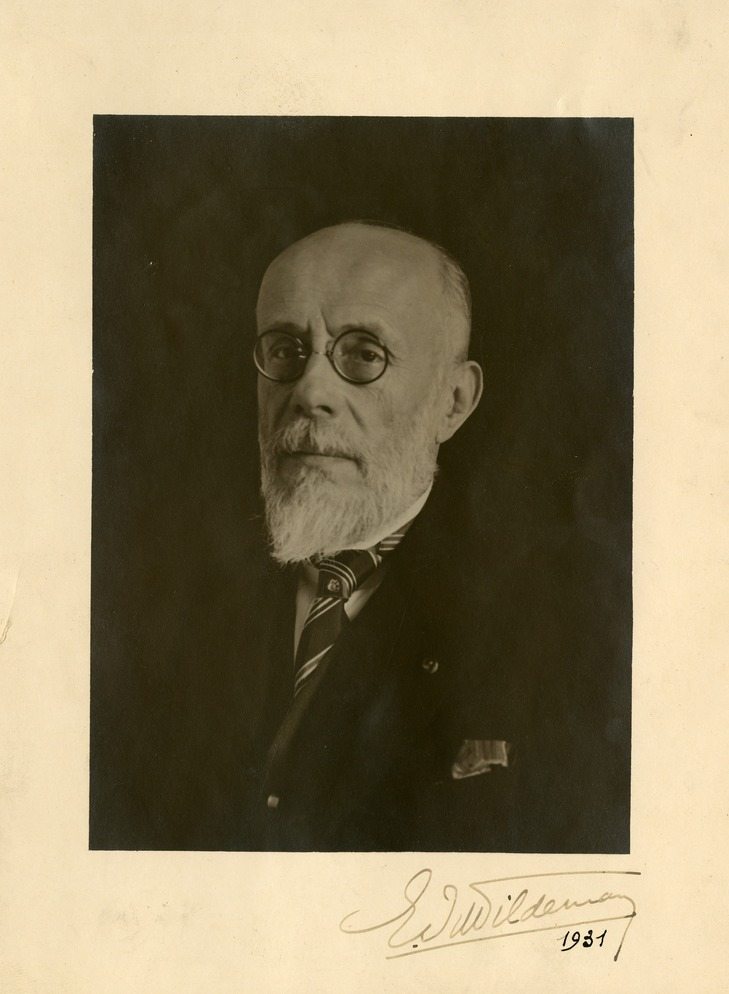
Fotografia em preto e branco de Émile de Wildeman, em 1931.

Émile Auguste Joseph De Wildeman (1866 - 1947) foi um botânico belga.
Especializou-se em fungos e samambaias.

## Algumas publicações
- 1905. Les phanérogames des Terres Magellaniques. Anvers. 222 pp. 23 litogr.
- 1913. Documents pour l'ètude de la geo-botanique congolaise. Bruselas. 26,5×18,5 cm, 406 pp. + 116 planchas
- 1938. Sur des plantes médicinales ou utiles du Mayumbe (Congo Belge). Bruselas. 96 pp.